# Javier García de Leániz
Francisco Javier García de Leániz Arias de Quiroga (Sevilla, 3 de diciembre de 1870-Madrid, 6 de febrero de 1945) fue un político español, ministro de Instrucción Pública y Bellas Artes.

## Trayectoria
Estudió bachillerato en el colegio de los jesuitas. Con diecinueve años obtuvo la licenciatura en Derecho por la Universidad de Sevilla. Ingresó en los cuerpos de Letrados del Tribunal de Cuentas y en el de la Administración del Estado. Trabajó en varios ministerios y fue secretario de gabinete del ministro Guillermo Joaquín de Osma y Scull. En las elecciones generales de 1907, 1910 y 1914 fue elegido diputado por el distrito de Chantada. En 1915 fue nombrado director general de Comercio, Industria y Trabajo. Fue también secretario general de la Asamblea Suprema de la Cruz Roja y, en 1920, director general de Bellas Artes.
Durante la dictadura de Primo de Rivera fue subsecretario y ministro de Instrucción Pública y Bellas Artes y gobernador del Banco de Crédito Local desde 1928 hasta 1936. Durante la guerra civil se refugió en el Instituto Valencia de Don Juan, considerado territorio neutral.
Tras la guerra civil vivió en precariedad, padeciendo diversas dolencias hasta su muerte acaecida en 1945.

## Distinciones
Se le concedieron las grandes cruces de Carlos III, Isabel la Católica y de la Cruz Roja. Fue nombrado hijo predilecto de Sevilla, Albacete y Lopera.

## Vida personal
Se casó en 1898 con María del Pilar Aparici Cabezas-Altamirano, con la que tuvo ocho hijos. Tras fallecer esta en 1916, contrajo matrimonio con Rosalía Mena.